# Pitzling (Eichendorf)
Pitzling ist ein Gemeindeteil des Marktes Eichendorf im niederbayerischen Landkreis Dingolfing-Landau.

## Lage
Das Dorf liegt in einem Talkessel zwischen Eichendorf und Wallerfing.

## Geschichte
Am 24. August 1820 steht erstmals die Gemeinde Hartkirchen mit Pitzling und anderen Ortschaften in den Büchern vermerkt. In dieser Formation bestand die Gemeinde bis zum 31. Dezember 1971, also ca. 150 Jahre. Dann wurde die Gemeinde Hartkirchen in den Markt Eichendorf eingegliedert.